# Civilisation (série de documentário)
Civilisation, também conhecido como Civilisation: A Personal View by Kenneth Clark, foi uma série de documentário televisivo britânica de 1969 escrita e apresentada pelo historiador de arte Kenneth Clark.
Os treze programas da série descrevem a história da arte, arquitetura e filosofia ocidentais desde a Idade das Trevas. A série foi produzida pela BBC e exibida de fevereiro a maio de 1969 na BBC2. Então, e em transmissões posteriores no Reino Unido, Estados Unidos e outros países, alcançou um número sem precedentes de espetadores para um programa sobre arte. O livro de Clark com o mesmo título, baseado na série, foi publicado no mesmo ano. Os seus padrões de produção foram geralmente elogiados e estabeleceram o padrão para séries de documentário televisivo subsequentes, consolidando o modelo de documentários de autor, de onde se destacam The Ascent of Man, de Jacob Bronowski, Life on Earth, de David Attenborough, Cosmos, de Carl Sagan e, em Portugal, os programas de José Hermano Saraiva, como O Tempo e a Alma ou Horizontes da Memória. A revista New Yorker descreveu-o como revelador para o espetador em geral.
Esta série de documentário foi exibida em Portugal na RTP1, entre 27 de março e 26 de junho de 1972, às segundas-feiras, às 22 horas e 40 minutos, antes da última edição do "Telejornal".

## Episódios
| # | Título original                  | Título em Portugal          | Exibição original       | Exibição original   |
| --- | -------------------------------- | --------------------------- | ----------------------- | ------------------- |
| 1 | "The Skin of Our Teeth"          | Sem título em português     | 23 de fevereiro de 1969 | 27 de março de 1972 |
| Neste primeiro episódio, Clark – viajando da Ravena bizantina às Hébridas celtas, da Noruega Viking à Capela palatina de Carlos Magno em Aachen – conta a história da Idade das Trevas, os seis séculos que se seguiram ao colapso do Império Romano e "como pensamento e arte europeus foram salvos pela 'pele de nossos dentes'".                                                     |                                  |                             |                         |                     |
| 2 | "The Great Thaw"                 | O Grande Desgelo            | 2 de março de 1969      | 3 de abril de 1972  |
| Clark fala do súbito despertar da civilização europeia no século XII, traçando-a desde as suas primeiras manifestações na Abadia de Cluny até a Basílica de Saint-Denis e finalmente até ao seu representante máximo, a construção da Catedral de Chartres no início do século XIII. |                                  |                             |                         |                     |
| 3 | "Romance and Reality"            | Romance e Realidade         | 9 de março de 1969      | 10 de abril de 1972 |
| Começando num castelo no Loire e depois viajando pelas colinas da Toscana e da Úmbria até o batistério da catedral de Pisa, Clark examina as aspirações e realizações do final da Idade Média na França e na Itália do século XIV. |                                  |                             |                         |                     |
| 4 | "Man: the Measure of all Things" | A Medida de Todas as Coisas | 16 de março de 1969     | 17 de abril de 1972 |
| Visitando Florença, Clark argumenta que o pensamento europeu ganhou um novo impulso com a redescoberta do seu passado clássico no século XV. Visita os palácios de Urbino e Mântua e outros centros da civilização (renascentista). |                                  |                             |                         |                     |
| 5 | "The Hero as Artist"             | Sem título em português     | 23 de março de 1969     | 24 de abril de 1972 |
| Aqui Clark leva o espetador de volta à Roma papal do século XVI – observando a convergência do cristianismo e da antiguidade. Debate Michelangelo, Rafael e Leonardo da Vinci; os pátios do Vaticano; as salas decoradas para o Papa por Rafael; e a Capela Sistina. |                                  |                             |                         |                     |
| 6 | "Protest and Communication"      | Protesto e Comunicação      | 30 de março de 1969     | 1 de maio de 1972   |
| Clark discute a Reforma Protestante — a Alemanha de Albrecht Dürer e Martinho Lutero e o mundo dos humanistas Erasmo de Roterdão, Michel de Montaigne e William Shakespeare. |                                  |                             |                         |                     |
| 7 | "Grandeur and Obedience"         | Sem título em português     | 6 de abril de 1969      | 8 de maio de 1972   |
| Na Roma de Michelangelo e Bernini, Clark fala da luta da Igreja Católica – a Contrarreforma – contra o norte protestante e o novo esplendor da Igreja simbolizado pela glória de São Pedro. |                                  |                             |                         |                     |
| 8 | "The Light of Experience"        | À Luz da Experiência        | 13 de abril de 1969     | 15 de maio de 1972  |
| Clark fala de novos mundos no espaço e numa gota d'água - mundos em que o telescópio e o microscópio revelaram - e o novo realismo nas pinturas holandesas de Rembrandt e outros artistas que levaram a observação do caráter humano a um novo estágio de desenvolvimento no mundo no século XVII.                                                                                      |                                  |                             |                         |                     |
| 9 | "The Pursuit of Happiness"       | Sem título em português     | 20 de abril de 1969     | 22 de maio de 1972  |
| Clark fala do fluxo harmonioso e das simetrias complexas das obras de Bach, Händel, Haydn e Mozart e o reflexo da sua música na arquitetura das igrejas e palácios rococós da Baviera. |                                  |                             |                         |                     |
| 10 | "The Smile of Reason"            | O Sorriso da Razão          | 27 de abril de 1969     | 29 de maio de 1972  |
| Clark discute a Era do Iluminismo, traçando-a desde as conversas educadas dos elegantes salões parisienses do século XVIII até a política revolucionária subsequente, os grandes palácios europeus de Blenheim e Versalhes e, finalmente, o Monticello de Thomas Jefferson. |                                  |                             |                         |                     |
| 11 | "The Worship of Nature"          | Sem título em português     | 4 de maio de 1969       | 5 de junho de 1972  |
| A crença na divindade da natureza, argumenta Clark, usurpou a posição do cristianismo como a principal força criativa na civilização ocidental e inaugurou o movimento romântico. Clark visita Abadia de Tintern e os Alpes e discute as pinturas paisagísticas de William Turner e John Constable.                                                                                     |                                  |                             |                         |                     |
| 12 | "The Fallacies of Hope"          | Sem título em português     | 11 de maio de 1969      | 12 de junho de 1972 |
| Clark argumenta que a Revolução Francesa levou à ditadura de Napoleão Bonaparte e às burocracias sombrias do século XIX, e traça a desilusão dos artistas do Romantismo – da música de Ludwig van Beethoven à poesia de Lord Byron, pinturas de Eugène Delacroix e escultura de Auguste Rodin.                                                                                          |                                  |                             |                         |                     |
| 13 | "Heroic Materialism"             | Materialismo Heróico        | 18 de maio de 1969      | 26 de junho de 1972 |
| Clark conclui a série com uma discussão sobre o materialismo e o humanitarismo dos séculos XIX e XX. Visita a paisagem industrial da Inglaterra do século XIX e os arranha-céus da cidade de Nova York do século XX. Argumenta que as realizações dos engenheiros e cientistas - como Brunel e Rutherford - foram igualadas às dos grandes reformadores como Wilberforce e Shaftesbury. |                                  |                             |                         |                     |